# Crematogaster paradoxa
Crematogaster paradoxa är en myrart som beskrevs av Carlo Emery 1894. Crematogaster paradoxa ingår i släktet Crematogaster och familjen myror. Inga underarter finns listade i Catalogue of Life.